# 三叉虎謝節蜱
三叉虎謝節蜱（学名：Shevtchenkella leptae）为節蜱科謝節蜱屬下的一个种。